# Hybrid log-gamma
Hybrid log-gamma (nebo HLG) je zpětně kompatibilní standard vysokého dynamického rozsahu (HDR). HLG je formát HDR vyvinutý britským BBC ve spolupráci s NHK, japonskou národní vysílací stanicí, od roku 2014.

Graf znázorňující konvenční SDR gamma křivku a hybridní log–gamma křivku. Televizor SDR bude tento signál interpretovat jako standardní, ale televizor s podporou HLG zobrazí vyšší hodnotu lineárního světla jako extra jas na obrazovce.

Standard HLG je bezplatný a byl schválen jako ARIB STD-B67 Asociací radioprůmyslu a podniků (ARIB). HLG je definován v ATSC 3.0, Digital Video Broadcasting (DVB) UHD-1 Phase 2 a International Telecommunication Union (ITU) Rec. 2100. HLG je podporováno HDMI 2.0b, HEVC, VP9 a H.264/MPEG-4 AVC, a používají jej video služby jako BBC iPlayer, DirecTV, Freeview Play a YouTube.

## Popis
HLG HDR je určen pro televizní vysílání a dosahuje vylepšeného dynamického rozsahu bez použití metadat. HLG kóduje svá HDR data do stejného vysílaného signálu, který je kompatibilní s televizory SDR a HDR. Výsledkem je, že ostatní standardy HDR televizory SDR vůbec nepodporují. Toto je mnohem efektivnější proces pro vysílač, který nepotřebuje přidělovat dvojnásobnou šířku pásma pro vysílání svých programů po celém světě ve dvou různých formátech. SDR televizory, které se pokoušejí přehrávat obsah HLG, však zobrazí standardní obraz, i když je k dispozici možnost dalších detailů ve světlých oblastech. HLG je primárně určen k zobrazení jasných světel, které nejsou možné v SDR.

## Technické údaje
Informace SDR a HDR jsou převedeny do dvou typů kódování světla, které lze poté samostatně dekomprimovat v závislosti na kompatibilitě televizoru. „Hybrid“ v Hybrid log-gamma označuje toto duální kódování SDR a HDR. "Gamma" označuje obrazová data při nízkém světle zakódovaným v signálu a "Log" pro "logaritmickou křivku" vysílající v širším rozsahu jasu HDR je krátký.
HLG nepotřebuje používat metadata, protože je kompatibilní s displeji SDR i HDR. HLG lze použít s displeji s různým jasem v různých prostředích.
Vytištěné obrázky mají méně než 7 stop dynamického rozsahu. Standardní spotřebitelská televize s dynamickým rozsahem (8bitové video, např. DVD, SD a HD DVB) podporuje pouze asi 6 stop dynamického rozsahu. Profesionální SDR video (10 bitů) na vzorek podporuje asi 10 stop. Ale lidské oko může vidět až 14 stop dynamického rozsahu v jediném snímku. Když je HLG zobrazen na displeji 2 000 {\displaystyle cd/m^{2}} (10 bitů) na vzorek, může zobrazit rozsah 200 000:1 nebo 17,6 stop bez viditelného pruhování.

## Historie
Téměř všichni výrobci 4K TV na trhu podporují HLG ve svých systémech. Například HDR televizory Samsung a LG, které jsou vyráběny od roku 2016, jsou kompatibilní s HLG po aktualizaci softwaru.
iPlayer, spuštěný v prosinci 2017, podporuje HLG. Všech sedm epizod dokumentárního filmu Blue Planet II bylo natočeno v 4K-HLG. Téměř 400 modelů televizorů podporuje HLG, včetně modelů televizorů Finlux, Hisense, Hitachi, LG, Panasonic, Philips, Samsung, Sony a Toshiba.
Vizio oznámilo podporu HLG pro své modely 2018.
Panasonic oznámil podporu HLG ve svých full frame bezzrcadlovkách S1 a S1R, které budou uvedeny na trh v březnu 2019.
Sky UK oznámilo, že Sky Q box získá podporu HLG od 27. května 2020.
Apple vydal řadu iPhone 12 s podporou nahrávání HLG videa přes Dolby Vision 8.4, která přidává nad záznam HLG vrstvu metadat Dolby Vision.